# Новобасанська волость
Новобасанська волость — історична адміністративно-територіальна одиниця Козелецького повіту Чернігівської губернії з центром у містечку Нова Басань.
Ймовірно заснована указом Павла I 7 серпня 1797 р.
Станом на 1885 рік складалася з 6 поселень, 14 сільських громад. Населення — 9191 особа (4440 чоловічої статі та 4751 — жіночої), 1895 дворових господарства.
|                     | Площа, десятин | У тому числі орної, дес. |
| ------------------- | -------------- | ------------------------ |
| Сільських громад    | 11483          | 10166                    |
| Приватної власності | 7890           | 5606                     |
| Іншої власності     | —              | —                        |
| Загалом             | 19373          | 15772                    |

Основні поселення волості:
- Нова Басань — колишнє державне та власницьке містечко при річці Недра за 55 верст від повітового міста, 5393 особи, 1173 двори, православна церква, єврейський молитовний будинок, школа, лікарня, 2 постоялих двори, трактир, 19 постоялих будинків, 35 лавок, базари, винокурний завод, 5 щорічних ярмарків.
- Бригинці — колишнє державне та власницьке село при річці Недра , 974 особи, 205 дворів, постоялий будинок.
- Ядлівка — колишнє державне та власницьке село, 2374 особи, 429 дворів, православна церква, школа, 6 постоялих будинків, 2 лавка.

1899 року у волості налічувалось 16 сільських громад, населення зросло до 13233 осіб (6583 чоловічої статі та 6650 — жіночої).
Приблизно 1907 року було відокремлено Ядлівську волость із центром у Ядлівці.